# Partido Nacional Democrático y Laborista
El Partido Nacional Democrático y Laborista, habitualmente abreviado como Partido Nacional Democrático (NDP), fue un partido político de corta vida del Reino Unido.

## Historia
Los orígenes del partido residen en una escisión producida en el Partido Socialista Británico en 1915, fundamentalmente en torno a la necesidad de ganar la Primera Guerra Mundial. Se formaría un grupo disidente del pacifismo del Partido Laborista bajo el liderazgo de Victor Fisher que apoyó «la idea eterna de nacionalidad», con el objetivo de promover «medidas socialistas en el esfuerzo de guerra». Fisher y Alexander M. Thompson formarían el Comité Socialista de Defensa Nacional. Este grupo incluía a H. G. Wells y a Robert Blatchford. El comité estuvo apoyado por John Hodge, George Henry Roberts y, durante un tiempo, por Henry Hyndman, que posteriormente formaría su propio partido, el Partido Socialista Nacional.
En 1916, este comité formó la Liga de Trabajadores Británicos. Se definía como grupo «laborista patriótico» y se centraba en apoyar la guerra y al Imperio británico en oposición al aislacionismo y las políticas económicas cobdenistas de laissez-faire. La Liga estuvo financiada por Lord Milner, que asesoraba a Fisher durante la guerra. La Liga fue apoyada por diputados laboristas como James O'Grady, Stephen Walsh y William Abraham.
La Liga perseguía competir con los candidatos parlamentarios pacifistas; esto causó una ruptura con el Partido Laborista. Once de los treinta y ocho parlamentarios laboristas mostraron su apoyo a la Liga de Trabajadores Británicos; sin embargo, muchos regresaron más tarde al Partido Laborista.
La Liga de Trabajadores Británicos se reconstituyó en 1918 como Partido Nacional Democrático y Laborista, con el apoyo de George Barnes, diputado por Glasgow Blackfriars y Hutschesontown, cuando abandonó el Partido Laborista. El grupo obtuvo el apoyo del Sindicato de Músicos y sectores de otros sindicatos, como la Federación de Mineros de Gran Bretaña. Estuvo fundamentalmente financiado por los liberales pro-coalición de Lloyd George.
El partido presentó veintiocho candidatos a las elecciones generales de 1918, veinte de ellos con la etiqueta pro-coalición, y obtuvo diez escaños, incluido el de Barnes por la circunscripción de Glasgow Gorbals. Barnes se convirtió en miembro del Gobierno de coalición de Lloyd George hasta 1920. 
Barnes dimitió como parlamentario en 1922 y los diputados que quedaban en el grupo se unieron al Partido Liberal Nacional. El NDP fue disuelto en 1923, pero un grupo continuó con el nombre de Liga de Ciudadanos del Imperio hasta finales de la década. Victor Fisher fue candidato del Partido Conservador, sin resultar elegido.

## Resultados electorales

### Elecciones generales de 1918
| Circunscripción       | Candidato               | Nº votos | %    | Posición |
| --------------------- | ----------------------- | -------- | ---- | -------- |
| Aberdare              | Charles Stanton         | 22.824   | 78,6 | 1º       |
| Accrington            | William Hammond         | 738      | 2,5  | 4º       |
| Birmingham Duddeston  | Eldred Hallas           | 8.796    | 79,4 | 1º       |
| Bradford Este         | Charles Edgar Loseby    | 9.390    | 41,1 | 1º       |
| Broxtowe              | H. H. Whaite            | 4.374    | 21,6 | 3º       |
| Consett               | Robert Gee              | 7.283    | 32,9 | 2º       |
| Derby                 | Harold M. Smith         | 13.012   | 19,6 | 4º       |
| Don Valley            | James Walton            | 6.095    | 46,2 | 1º       |
| Dumbarton Burghs      | John Taylor             | 11.734   | 52,6 | 1º       |
| East Ham Sur          | Clement Edwards         | 7.972    | 42,8 | 1º       |
| Edimburgo Este        | Alexander E. Balfour    | 5.136    | 37,8 | 2º       |
| Hamilton              | David Gilmour           | 4.297    | 25,9 | 3º       |
| Stoke-on-Trent Hanley | James Seddon            | 8.032    | 40,4 | 1º       |
| Houghton-le-Spring    | John Lindsley           | 6.185    | 30,7 | 3º       |
| Leicester Oeste       | Joseph Frederick Green  | 20.150   | 76,0 | 1º       |
| Mansfield             | George Jarrett          | 6.678    | 32,6 | 2º       |
| Nuneaton              | William Henry Dyson     | 1.101    | 4,5  | 4º       |
| Paisley               | John Taylor             | 7.201    | 32,5 | 3º       |
| Rochdale              | John Joseph Terrett     | 2.358    | 7,8  | 4º       |
| Rotherham             | Edmund Smith Bardsley   | 564      | 2,2  | 4º       |
| Rother Valley         | Ernest George Bearcroft | 4.894    | 27,2 | 2º       |
| Stourbridge           | Victor Fisher           | 6.690    | 28,8 | 3º       |
| Tottenham Sur         | Albert Ernest Harvey    | 1.916    | 12,3 | 3º       |
| Wallsend              | Matt Simm               | 10.246   | 50,9 | 1º       |
| Wolverhampton Este    | James A. Shaw           | 7.138    | 48,2 | 2º       |
| Walthamstow Oeste     | Charles Jesson          | 7.330    | 51,6 | 1º       |

Algunos destacados miembros como George Barnes fueron elegidos como candidatos laboristas de coalición. Taylor concurrió como candidato conjunto NDP-liberal y se integró en el grupo parlamentario Liberal de Coalición tras las elecciones. 

### Elecciones parciales, 1918-1922
| Elecciones               | Candidato                 | Nº votos | %    | Posición |
| ------------------------ | ------------------------- | -------- | ---- | -------- |
| Chester-le-Street (1919) | David Gilmour             | 5.313    | 22,9 | 2º       |
| Louth (1920)             | Christopher Hatton Turnor | 7.354    | 42,7 | 2º       |

Turnour concurrió como candidato conjunto NDP-conservador.